# Trophallaxis

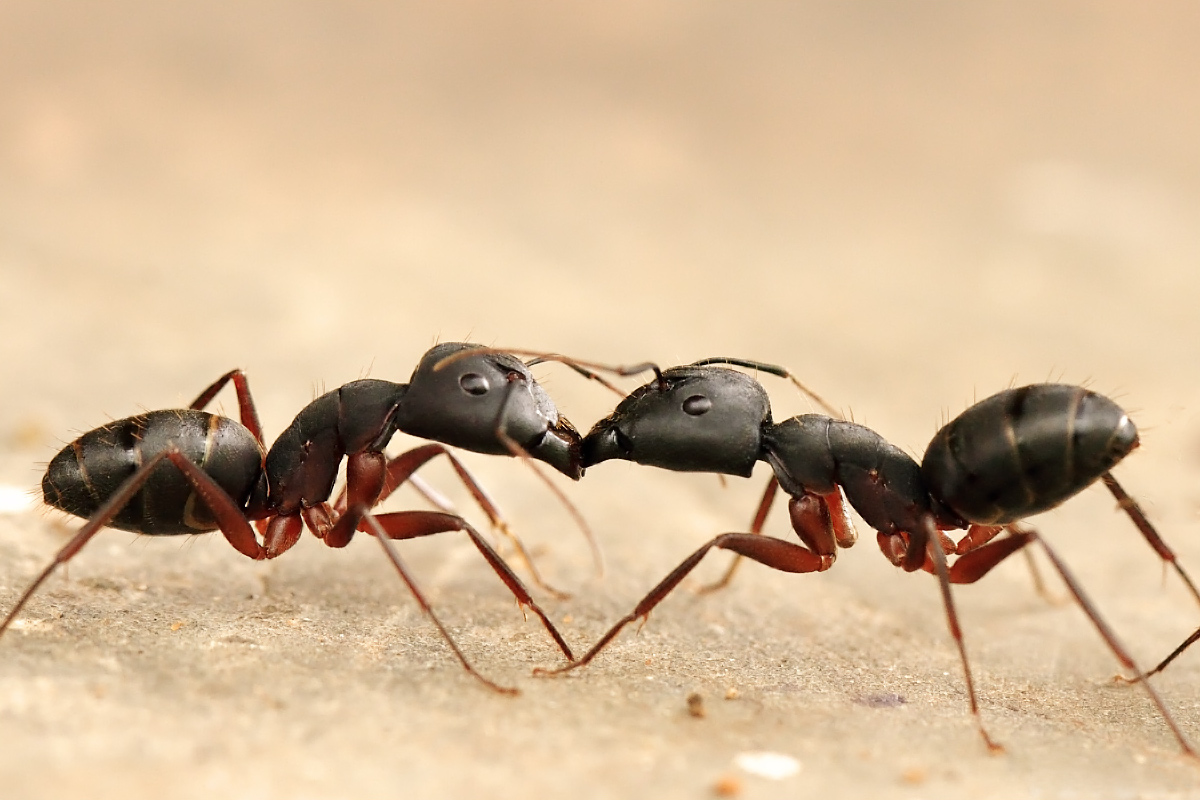

Trophallaxis is de overdracht van voedsel of vocht tussen leden van een kolonie. Deze overdracht kan mond-op-mond worden gedaan, of anus-op-mond, zoals bij sommige termietensoorten gebeurt. Trophallaxis komt veel voor bij sociale insecten, maar ook bij vogels wanneer ze hun jongen op het nest voeren.
Mieren gebruiken trophallaxis om een gemeenschappelijk geurelement in de kolonie te verspreiden, om zo vreemde mieren uit andere kolonies te kunnen herkennen en uit het nest te verjagen wanneer deze het nest indringen.